# دوقية الأرخبيل
دوقية الأرخبيل ( (باليونانية: Δουκάτο του Αρχιπελάγους)‏/، (بالإيطالية: Ducato dell'arcipelago)‏، المعروفة أيضًا باسم دوقية ناكسوس أو دوقية بحر إيجة، كانت دولة بحرية أنشأتها المصالح الفينيسية في أرخبيل سيكلادس في بحر إيجه في أعقاب الحملة الصليبية الرابعة التي تركزت على جزر ناكسوس وباروس . وشملت جميع جزر سيكلاديز (باستثناء ميكونوس وتينوس). في عام 1537 أصبحت أحد روافد الإمبراطورية العثمانية، وضمها العثمانيون عام 1579؛ ومع ذلك، استمر الحكم المسيحي في جزر مثل سيفونس (غزاها العثمانيون عام 1617) و تينوس (احتلها عام 1715).